# 曾晓辉
曾曉輝（1968年—），生於廣東省龍川縣，博士、教授、藝術家、資深媒體人。

## 個人簡介
曾曉輝畢業於南京大學，獲博士學位。雕塑家，師從潘鶴、郭紹綱。曾任廣州市政府秘書，廣州馬會副書記、廣駿龍總公司黨委書記兼董事長，廣東鐵路建設監理有限公司監事長。
現任，中華報業集團主席，中華時報傳媒集團主席，中華時報社長，中華新聞通訊社社長，中華攝影報社社長，香港美術學院董事長，粵港澳大灣區藝術聯合會主席，世界華人流行音樂聯合會總幹事，世界監督學會主席，中國民營演出聯盟法人常務副主席，中華台商經貿交流協會香港分會會長，廣州新世紀藝術研究院院長，廣東演出業協會副會長， 中國城市圍棋聯誼會高級顧問，中山大學園林及生態經濟研究所研究員，香港中大景觀規劃設計院院長。
著有《潘鶴與羅丹打牌》《藝術人生》《南越囯研究文集》，主要雕塑作品包括頭像《紅十字紅創始人亨利杜南》，城雕新白雲機場《白雲展翅》，浮雕廣東交通技術職業學院圖書館《交通人的追夢》，香港落馬洲口岸《表叔》等。

## 出席活動記錄
2015年4月21日，出席《中华时报》传媒集团台湾事务处挂牌

2017年8月16日，访问安徽省委外宣办

2017年8月25日，参访东莞君山传媒集团

2017年9月9日，出席“聊佐清欢——朱涛个人画展”开幕式

2017年9月28日，出席第三届孔子文学奖、孔子艺术奖颁奖典礼等系列活动

2017年10月13日，抵達泰山访问并出席「中华民族敬天祈福」仪式

2017年11月6日，參加“2017年亚太经合组织（ＡＰＥＣ）”

2017年12月2日，访問香港泰山公德会

2017年12月16日，出席“中华文化构建新商业文明”为主题的博鳌儒商论坛2017年年会

2017年12月22日，应邀到海南省民营企业家协会会长吴厚昆先生企业参访

2017年12月28日，拜访澳门霍英东基金会

2018年1月18日，拜会斯里兰卡总统西里塞纳

2018年12月16日，与海南民营企业协会会长吴厚昆共谈“儒商”之道

2019年2月23日，在香港銅鑼灣會見香港国际美术家协会会长、企业家、油画家蔡腾

2019年3月31日，赴新加坡出席「曾邱公会三庆大典」

2019年2月14日，出席2019年第十三届“中华时报杯”城市少儿围棋赛

2019年5月7日，出席“广州亚洲美食节”

2019年5月11日，出席“金铁烟云·马波生水墨艺术作品展”

2019年5月18日，特邀出席“第22屆中外名士教授围棋赛”

2019年5月28日，出席“2019中国（北京）音乐产业大会”并讲话

2019年5月31日，出席「中华时报香河文化交流基地」成立授牌

2019年6月30日，出席“2019国际城巿文化论坛”

2019年8月29日，出席“香港《中华时报》创刊十周年走进西南”活动暨「中华时报四川分社」揭牌和授牌活动

2019年9月2日，出席“平凉·陇原杯”全国业余围棋邀请赛

2019年11月1日，參加“第35届东盟峰会及相关峰会”

2019年11月12日，參加“2019海外华文媒体广西行启动和授旗仪式”

2019年11月16日，出席“丝路荟影”书画摄影艺术巡展海南站启动仪式

2019年11月17日，出席“第五届南海海龟保护放归”活動

2019年11月22日，出席“泰恩康杯”第三届“东西南北”城市围棋联谊赛

2019年12月16日，出席“香港两岸客家联会参访团走进三明市与市委书记等座谈交流”活動

2019年12月17日，出席“首届潮州菜国际大赛”

2019年12月30日，出席“庆祝香港中华时报成立十周年走进广州”活动

2020年1月8日，出席桃花江集团在广州举办“2020年迎新春联欢晚会”

2020年1月17日，參加“阳春市2020年马水桔文化节暨岗美首届腊鸭美食节与农产品展销会”

## 作品

### 著作
《潘鶴與羅丹打牌》

《藝術人生》

《南越囯研究文集》

《新世紀藝術集》

《歷史文化專與創新》

### 雕塑
《紅十字紅創始人亨利杜南》

《白雲展翅》

《交通人的追夢》

《表叔》